# Jernkontoret

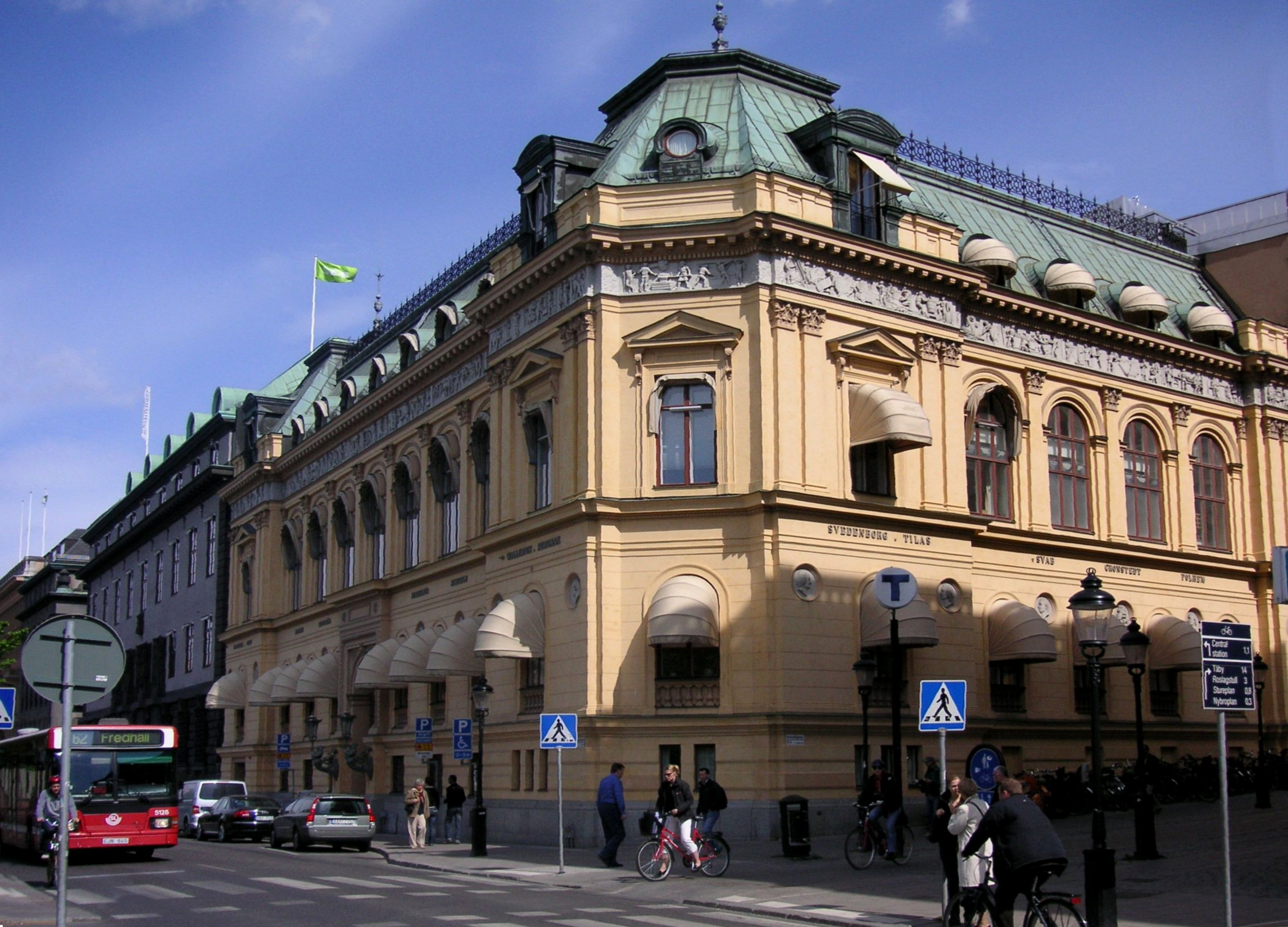
Das alte Jernkontoret-Haus

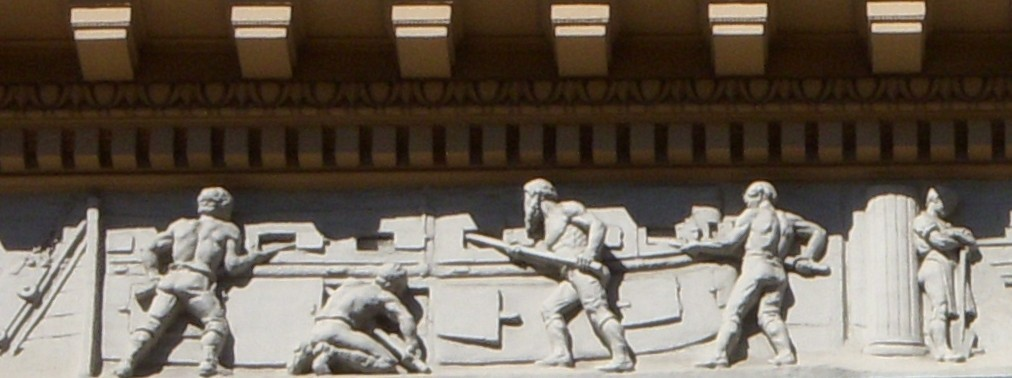
Detail vom Fries des alten Jernkontoret-Hauses

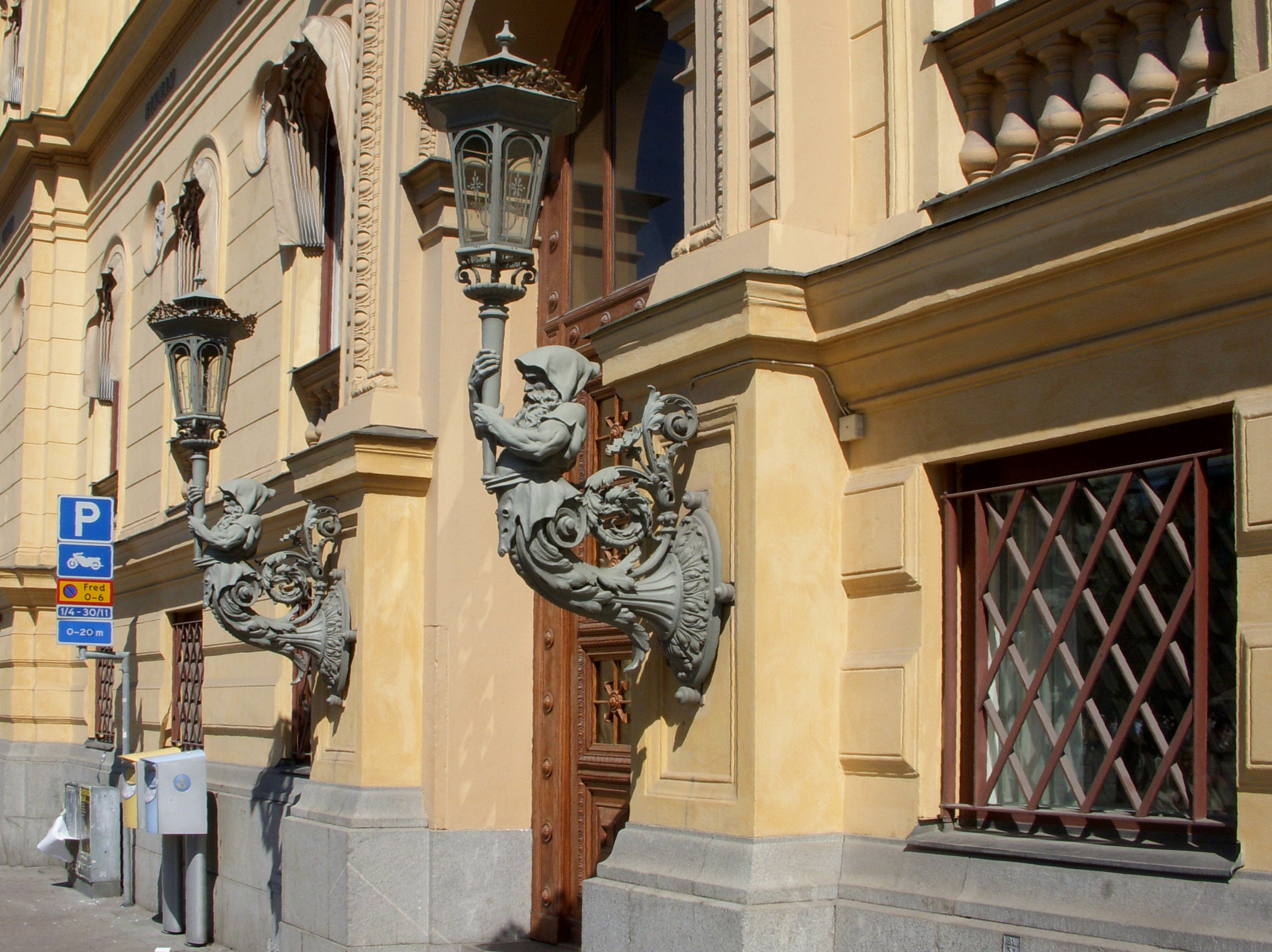
Die gusseisernen Leuchter am Haupteingang des alten Jernkontoret-Hauses

Das Jernkontoret („Eisenbüro“) ist der Interessenverband der schwedischen Stahlindustrie. Es befasst sich mit Fragen des Stahlhandels, der Forschung und Ausbildung, der Normensetzung, Umwelt- und Steuerfragen, der Statistik für die Eisen- und Stahlindustrie und der Erforschung der Geschichte des schwedischen Eisenerz-Bergbaus. Jernkontoret hat öffentlich-rechtlichen Status. Es ist jedoch kein Arbeitgeberverband, denn das Jernkontoret kooperiert bei seiner Tätigkeit nicht mit privaten Unternehmen als ganzes, sondern über Partnerschaften mit den einzelnen Stahlwerken. Die Rolle des Arbeitgeberverbandes der Branche hat der Stål och Metall Arbetsgivareförbundet inne.

## Geschichte
Der Eisenerzbergbau und die Stahlindustrie – mit Abbaugebieten wie Bergslagen (vom Mittelalter bis ins 19. Jahrhundert das bedeutendste Bergbaugebiet des Landes) Malmberget und Kiruna sowie Konzernen wie Luossavaara-Kiirunavaara AB (LKAB), Boliden AB, Svenskt Stål AB (SSAB) und Sandvik AB – hat in Schweden eine lange Tradition und eine große Bedeutung für den heutigen wirtschaftlichen Reichtum des Landes.
Das Jernkontoret wurde von der Bruks-Societät, einem auf Anregung der Regierung entstandenen Zusammenschluss einiger Eigentümer schwedischer Eisenhüttenwerke (die großen sogenannten Bruks-Patrone und die kleinen Bergslager), ursprünglich als Unterstützungsorganisation für ihre Mitglieder bei wirtschaftlichen Schwierigkeiten gegründet. Nach und nach wurden alle schwedischen Eisen- und Stahlunternehmen Mitglied. Im Kern geht die Errichtung des Jernkontoret als Selbsthilfeeinrichtung der Wirtschaft auf die in Schweden bahnbrechenden Ideen von Anders Nordencrantz (1697–1772), Verfasser von wirtschaftslibertären und gegenüber der Staatsverwaltung äußerst kritischen nationalökonomischen und politischen Schriften, zurück. Der Begriff „Eisenbüro“ wurde von dem schwedischen Buchdrucker und Publizisten Lars Salvius (1706–1773) geprägt; zuvor waren Begriffe wie „Eisenvereinigung“ oder „Eisenunternehmung“ gebräuchlich, die aber wegen ihrer gedanklichen Nähe zum Begriff Monopol in der Öffentlichkeit negativ besetzt waren.
Die ersten Regelungen des Jernkontoret wurden durch ein Stiftungsschreiben aus dem Jahr 1747 vom deutschstämmigen König Friedrich I. genehmigt, so dass dieses Jahr als Gründungsdatum anzusehen ist und somit der Jernkontoret als die älteste schwedische Wirtschaftsorganisation und eine der ältesten Europas gilt (das Bergskollegium, die staatliche schwedische Kontrollbehörde für das Bergbau- und Hüttenwesen, existiert bereits seit 1630; der schwedische Staat betreibt allerdings seit der Regierungszeit von Königin Christine Mitte des 17. Jahrhunderts keinen eigenen Bergbau mehr).
Vom Jernkontoret wurden unter anderem technische Unternehmensberater zur Verfügung gestellt, Vorschüsse gegeben, Preise reguliert und die Forschung und Lehre auf dem Gebiet der Eisenproduktion gefördert. In den 1760er Jahren erhielt Jernkontoret das (heute nicht mehr ausgeübte) Recht zum Geldverleih, so dass Jernkontoret formal gesehen das zweitälteste Geldinstitut des Landes nach der Schwedischen Reichsbank ist. Jernkontoret schickte Repräsentanten in die Länder Europas, um die Märkte für den Eisenhandel zu beobachten und früh auf technische Neuerungen reagieren zu können. Die erhaltenen Protokolle dieser Jernkontoret-Vertreter (zum Beispiel das Reisetagebuch von Reinhold Rücker Angerstein, der auch für das Bergskollegium tätig war) sind heute eine wichtige Quelle der europäischen Industriegeschichte.

## Gebäude

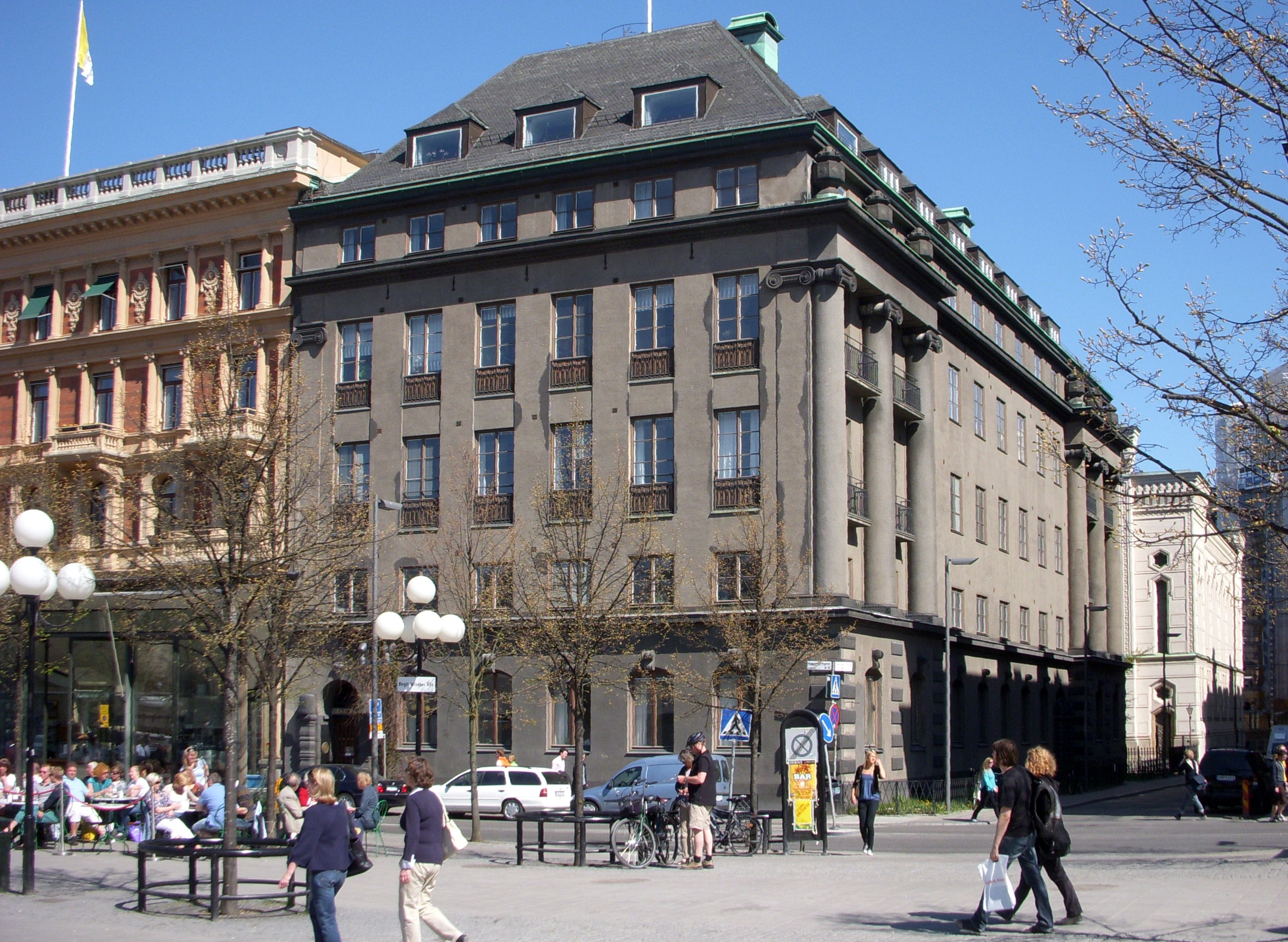
Heutiger Sitz des Jernkontoret in der Kungsträdgårdsgata 10, Norrmalm, Stockholm

Bis 1875 war das Jernkontoret in einem Haus in der Stora Nygatan in der Altstadt (Gamla stan) von Stockholm angesiedelt. Dann zog es in einen von dem Architekten Axel Kumlien im Stil der französischen Renaissance entworfenen Bau im Zentrum von Stockholm (Stadtbezirk Norrmalm) an der Kungsträdgårdsgatan (Königsgartenstraße) 6 um. In den an der Fassade angebrachten Medaillons sind von dem Bildhauer Johan Frithiof Kjellberg geschaffene Reliefs bedeutender schwedischer Wissenschaftler und Industrieller aus dem Bereich der Mineralogie und Chemie, des Bergbaus und der Montanindustrie dargestellt, wie zum Beispiel Jöns Jacob Berzelius, Johan Gottschalk Wallerius, Nils Gabriel Sefström, Torbern Olof Bergman, Christopher Polhem, Carl Wilhelm Scheele, Louis de Geer, Erik Nordewall, Axel Fredrik Cronstedt, Sven Rinman, Emanuel Swedenborg, Johan Gottlieb Gahn, Daniel Tilas, Anton von Swab. Ein Fries unterhalb der Dachtraufe beschreibt die Geschichte der schwedischen Metallverarbeitung von der Antike bis zur Mitte des 19. Jahrhunderts. Den Haupteingang an der Ecke Kungsträdgårdsgatan/Arsenalsgatan zieren aufwändig gestaltete gusseiserne Wandleuchter, gehalten von sagenhaften Bergmännchen in typischer Kapuzentracht.
In den Jahren 1962 bis 1967 entstand auf dem Jernkontoret-Grundstück der Sitz der Stockholms Enskilda Bank (heute Skandinaviska Enskilda Banken). Von der Innenausstattung des alten Jernkontoret-Gebäudes ist durch den Umbau nichts mehr erhalten. Heute befindet sich der Sitz des Jernkontoret in der Kungsträdgårdsgatan 10.